# Licaria pergamentacea
Licaria pergamentacea är en lagerväxtart som beskrevs av W. Burger. Licaria pergamentacea ingår i släktet Licaria och familjen lagerväxter. Inga underarter finns listade i Catalogue of Life.